# 78-as busz (Ózd)
Az ózdi 78-as jelzésű autóbuszvonal körjáratként az Autóbusz-állomás, Uraj, Susa és Szenna között húzódik, amelyet a MÁV Személyszállítási Zrt. üzemeltet.

## Története
A 78-as helyijárat a Volánbusz Zrt. 2022-es vonalhálózati átszervezésében alakult, mely Ózdnak több településrészét köti össze körjáratban (kivételt képez a legelső/legutolsó járat, melyek Susáról/Susáig közlekednek). Az Autóbusz-állomásról indult el Szennára, majd visszatért Velencetelepre, ahonnan Urajra és Susára tért ki, ismét visszatért Velencetelepre és megint Szennára hajtott ki, mielőtt a buszállomásra tért. A kivételes járatok az Autóbusz-állomás után egyből Szennára térnek ki, majd csak utána Urajra és Susára, ahol végállomásoznak.
A körjáratok a város leghosszabb járatainak bizonyultak 29,6 kilométeren, 42 megállón és 57 percen keresztül. A MÁV Személyszállítási Zrt. 2025 áprilisában esedékes menetrendbeli-változásaiban a 78-as körjáratokat oly módon változtatta meg, hogy a buszállomásról való indulásuk után Urajra mennek először és csak ez után térnek Szennára. Így az autóbuszvonal leghosszabb indításai 24,7 kilométert tesznek meg 52 perc alatt 34 megállón át.
A 2022-ben bevezetett számozási rendszer értelmében a 78-as jelzés a központ és Szenna közötti 7-es és a központ és Uraj/Susa közötti 8-as buszok összevont járatát jelöli, a 78-asok üzemidején kívül ezen járatok vehetőek igénybe.

## Útvonala
| Autóbusz-állomás – (Szenna –) Uraj – Susa – Uraj – Szenna – Autóbusz-állomás |
| --- |
| Autóbusz-állomás ➝ Munkás út ➝ Jászi Oszkár út ➝ Volny József út ➝ Velencetelep ➝ (Akácos út ➝ Damjanich út ➝ Szenna, autóbusz-forduló ➝ Damjanich út ➝) Petőfi Sándor út ➝ Uraji út ➝ Susai út ➝ Susa, autóbusz-forduló ➝ Susai út ➝ Uraji út ➝ Petőfi Sándor út ➝ Velencetelep ➝ Volny József út ➝ Akácos út ➝ Damjanich út ➝ Szenna, autóbusz-forduló ➝ Damjanich út ➝ Petőfi Sándor út ➝ Velencetelep ➝ Volny József út ➝ Jászi Oszkár út ➝ Munkás út ➝ Autóbusz-állomás |

## Közlekedése
Az autóbuszjáratok a hét minden napján közlekednek, egész nap.
A körjáratok összeköttetést biztosítanak:
- az Indítóból Urajra/Susára (8-as busz)
- az Indítóból Szennára Uraj és Susa után
- Susáról/Urajról Szennára
- Susáról/Urajról az Indítóba Szenna után
- Szennáról az Indítóba (7-es busz),

ezáltal több 7-es és 8-as indítást helyettesítve. A körjáratok legtöbbször hétvégén vannak jelen a minél kevesebb gépjármű igénybevétele végett.
| Viszonylat                                                        | Indításszám | Közlekedési rend     |
| ----------------------------------------------------------------- | ----------- | -------------------- |
| Autóbusz-állomás ➝ Uraj ➝ Susa ➝ Uraj ➝ Szenna ➝ Autóbusz-állomás | 2 db        | munkanapokon         |
| Autóbusz-állomás ➝ Uraj ➝ Susa ➝ Uraj ➝ Szenna ➝ Autóbusz-állomás | 2 db        | szabadnapokon        |
| Autóbusz-állomás ➝ Uraj ➝ Susa ➝ Uraj ➝ Szenna ➝ Autóbusz-állomás | 3 db        | munkaszüneti napokon |
| Autóbusz-állomás – Szenna – Uraj – Susa                           | 1 oda       | munkanapokon         |
| Autóbusz-állomás – Szenna – Uraj – Susa                           | 1 pár       | hétvégén             |

### Járművek
Az autóbuszvonalon kizárólag szóló autóbuszok ingáznak, melyek legtöbbje Ikarus E134 és Volvo típusú gépjárművek, de alkalmanként helyközi forgalomban részt vevőek is megfordulnak.

## Megállóhelyei
| 78 (Autóbusz-állomás ◄► Uraj ◄► Susa ◄► Uraj ◄► Szenna ◄► Autóbusz-állomás) | 78 (Autóbusz-állomás ◄► Uraj ◄► Susa ◄► Uraj ◄► Szenna ◄► Autóbusz-állomás) | 78 (Autóbusz-állomás ◄► Uraj ◄► Susa ◄► Uraj ◄► Szenna ◄► Autóbusz-állomás) | 78 (Autóbusz-állomás ◄► Uraj ◄► Susa ◄► Uraj ◄► Szenna ◄► Autóbusz-állomás) | 78 (Autóbusz-állomás ◄► Uraj ◄► Susa ◄► Uraj ◄► Szenna ◄► Autóbusz-állomás) | 78 (Autóbusz-állomás ◄► Uraj ◄► Susa ◄► Uraj ◄► Szenna ◄► Autóbusz-állomás) | 78 (Autóbusz-állomás ◄► Uraj ◄► Susa ◄► Uraj ◄► Szenna ◄► Autóbusz-állomás) | 78 (Autóbusz-állomás ◄► Uraj ◄► Susa ◄► Uraj ◄► Szenna ◄► Autóbusz-állomás) |
| Sorszám (↓)                                                                 | Sorszám (↓)                                                                 | Megállóhely                                                                 | Kilométer (↓)                                                               | Kilométer (↓) | Perc (↓)                                                                    | Perc (↓)                                                                    | Átszállási kapcsolatok |
| --------------------------------------------------------------------------- | --------------------------------------------------------------------------- | --------------------------------------------------------------------------- | --------------------------------------------------------------------------- | --- | --------------------------------------------------------------------------- | --------------------------------------------------------------------------- | --- |
| 0                                                                           | 0                                                                           | Autóbusz-állomás végállomás                                                 | 0.0 km                                                                      | 0.0 km | 0                                                                           | 0                                                                           | 1, 2, 2A, 3, 4, 6, 7, 8, 12, 20A, 21, 26, 47, 68, 74, 76 1031, 1034, 1051, 1369, 1384, 1411 3410, 3770, 3773, 4101, 4102, 4104, 4140, 4145, 4147, 4148, 4150, 4151, 4153, 4155, 4157, 4158, 4160, 4161, 4180, 4185, 4186 |
| 1                                                                           | 1                                                                           | Gyujtó tér                                                                  | 0.3 km                                                                      | 0.3 km | 1                                                                           | 1                                                                           | 2, 2A, 4, 6, 7, 8, 12, 20, 20A, 21, 23, 26, 47, 63, 68, 74, 76 4102 |
| 2                                                                           | 2                                                                           | Vasútállomás                                                                | 1.2 km                                                                      | 1.2 km | 3                                                                           | 3                                                                           | 4, 7, 8, 12, 21, 47, 68, 74, 76 1369, 1384, 1410, 1411 3770, 3773, 4104, 4140, 4145 személyvonat – Ózd (92) |
| Munkanaponta 1; hétvégente 2 járat által érintett.                          |                                                                             |                                                                             |                                                                             | |                                                                             |                                                                             | |
| ∫                                                                           | 3                                                                           | Velence Étterem                                                             | ∫                                                                           | 1.8 km | ∫                                                                           | 5                                                                           | 4, 7, 47, 74, 76 4104 |
| ∫                                                                           | 4                                                                           | Damjanich utca 90.                                                          | ∫                                                                           | 2.5 km | ∫                                                                           | 6                                                                           | 7, 47, 74, 76 |
| ∫                                                                           | 5                                                                           | Damjanich utca 136.                                                         | ∫                                                                           | 3.1 km | ∫                                                                           | 7                                                                           | 7, 47, 74, 76 |
| ∫                                                                           | 6                                                                           | Szenna, fűszerbolt                                                          | ∫                                                                           | 3.7 km | ∫                                                                           | 8                                                                           | 7, 47, 74, 76 |
| ∫                                                                           | 7                                                                           | Szenna, autóbusz-forduló                                                    | ∫                                                                           | 4.3 km | ∫                                                                           | 9                                                                           | 7, 47, 74, 76 |
| ∫                                                                           | 8                                                                           | Szenna, fűszerbolt                                                          | ∫                                                                           | 4.9 km | ∫                                                                           | 10                                                                          | 7, 47, 74, 76 |
| ∫                                                                           | 9                                                                           | Damjanich utca 136.                                                         | ∫                                                                           | 5.5 km | ∫                                                                           | 11                                                                          | 7, 47, 74, 76 |
| ∫                                                                           | 10                                                                          | Damjanich utca 90.                                                          | ∫                                                                           | 6.1 km | ∫                                                                           | 12                                                                          | 7, 47, 74, 76 |
| ∫                                                                           | 11                                                                          | Velence Étterem                                                             | ∫                                                                           | 6.8 km | ∫                                                                           | 14                                                                          | 4, 7, 47, 74, 76 4104 |
| 3                                                                           | 12                                                                          | Zsolnai tér                                                                 | 2.1 km                                                                      | 7.7 km | 5                                                                           | 15                                                                          | 8, 12, 21, 68 |
| 4                                                                           | 13                                                                          | Petőfi utca 157.                                                            | 2.8 km                                                                      | 8.3 km | 6                                                                           | 16                                                                          | 8, 68 |
| 5                                                                           | 14                                                                          | Nyár út                                                                     | 3.1 km                                                                      | 8.7 km | 7                                                                           | 17                                                                          | 8, 68 |
| 6                                                                           | 15                                                                          | Petőfi utca 239.                                                            | 3.7 km                                                                      | 9.3 km | 8                                                                           | 18                                                                          | 8, 68 |
| 7                                                                           | 16                                                                          | Uraj, Tormás utca                                                           | 4.4 km                                                                      | 10.0 km | 9                                                                           | 19                                                                          | 8, 68 |
| 8                                                                           | 17                                                                          | Uraj, szabadidőközpont                                                      | 5.2 km                                                                      | 10.7 km | 10                                                                          | 20                                                                          | 8, 68 |
| 9                                                                           | 18                                                                          | Uraj, Uraji út 94.                                                          | 5.5 km                                                                      | 11.1 km | 11                                                                          | 21                                                                          | 8, 68 |
| 10                                                                          | 19                                                                          | Susa, élelmiszerbolt                                                        | 8.4 km                                                                      | 14.0 km | 16                                                                          | 26                                                                          | 8, 68 |
| 11                                                                          | 20                                                                          | Susa, Szent Anna Otthon                                                     | 8.7 km                                                                      | 14.2 km | 17                                                                          | 27                                                                          | 8, 68 |
| 12                                                                          | 21                                                                          | Susa, autóbusz-forduló vonalközi végállomás                                 | 9.2 km                                                                      | 14.8 km | 18–23                                                                       | 28                                                                          | 8 |
| 13                                                                          |                                                                             | Susa, Szent Anna Otthon                                                     | 9.8 km                                                                      | | 24                                                                          |                                                                             | 8, 68 |
| 14                                                                          | Susa, élelmiszerbolt                                                        | 10.1 km                                                                     | 25                                                                          | 8, 68 |                                                                             |                                                                             | |
| 15                                                                          | Uraj, Uraji út 94.                                                          | 13.0 km                                                                     | 30                                                                          | 8, 68 |                                                                             |                                                                             | |
| 16                                                                          | Uraj, szabadidőközpont                                                      | 13.3 km                                                                     | 31                                                                          | 8, 68 |                                                                             |                                                                             | |
| 17                                                                          | Uraj, Tormás utca                                                           | 14.0 km                                                                     | 32                                                                          | 8, 68 |                                                                             |                                                                             | |
| 18                                                                          | Petőfi utca 239.                                                            | 14.7 km                                                                     | 33                                                                          | 8, 68 |                                                                             |                                                                             | |
| 19                                                                          | Nyár út                                                                     | 15.3 km                                                                     | 34                                                                          | 8, 68 |                                                                             |                                                                             | |
| 20                                                                          | Petőfi utca 157.                                                            | 15.7 km                                                                     | 35                                                                          | 8, 68 |                                                                             |                                                                             | |
| 21                                                                          | Zsolnai tér                                                                 | 16.4 km                                                                     | 36                                                                          | 8, 12, 21, 68 |                                                                             |                                                                             | |
| 22                                                                          | Vasútállomás                                                                | 17.2 km                                                                     | 37                                                                          | 4, 7, 8, 12, 21, 47, 68, 74, 76 1369, 1384, 1410, 1411 3770, 3773, 4104, 4140, 4145 személyvonat – Ózd (92) |                                                                             |                                                                             | |
| 23                                                                          | Velence Étterem                                                             | 18.0 km                                                                     | 39                                                                          | 4, 7, 47, 74, 76 4104 |                                                                             |                                                                             | |
| 24                                                                          | Damjanich utca 90.                                                          | 18.7 km                                                                     | 40                                                                          | 7, 47, 74, 76 |                                                                             |                                                                             | |
| 25                                                                          | Damjanich utca 136.                                                         | 19.3 km                                                                     | 41                                                                          | 7, 47, 74, 76 |                                                                             |                                                                             | |
| 26                                                                          | Szenna, fűszerbolt                                                          | 19.9 km                                                                     | 42                                                                          | 7, 47, 74, 76 |                                                                             |                                                                             | |
| 27                                                                          | Szenna, autóbusz-forduló                                                    | 20.4 km                                                                     | 43                                                                          | 7, 47, 74, 76 |                                                                             |                                                                             | |
| 28                                                                          | Szenna, fűszerbolt                                                          | 21.0 km                                                                     | 45                                                                          | 7, 47, 74, 76 |                                                                             |                                                                             | |
| 29                                                                          | Damjanich utca 136.                                                         | 21.6 km                                                                     | 46                                                                          | 7, 47, 74, 76 |                                                                             |                                                                             | |
| 30                                                                          | Damjanich utca 90.                                                          | 22.2 km                                                                     | 47                                                                          | 7, 47, 74, 76 |                                                                             |                                                                             | |
| 31                                                                          | Velence Étterem                                                             | 22.9 km                                                                     | 48                                                                          | 4, 7, 47, 74, 76 4104 |                                                                             |                                                                             | |
| 32                                                                          | Vasútállomás                                                                | 23.5 km                                                                     | 49                                                                          | 4, 7, 8, 12, 21, 47, 68, 74, 76 1369, 1384, 1410, 1411 3770, 3773, 4104, 4140, 4145 személyvonat – Ózd (92) |                                                                             |                                                                             | |
| 33                                                                          | Gyujtó tér                                                                  | 24.4 km                                                                     | 51                                                                          | 2, 2A, 4, 6, 7, 8, 12, 20, 20A, 21, 23, 26, 47, 63, 68, 74, 76 4102 |                                                                             |                                                                             | |
| 34                                                                          | Autóbusz-állomás végállomás                                                 | 24.7 km                                                                     | 52                                                                          | 1, 2, 2A, 3, 4, 6, 7, 8, 12, 20A, 21, 26, 47, 68, 74, 76 1031, 1034, 1051, 1369, 1384, 1411 3410, 3770, 3773, 4101, 4102, 4104, 4140, 4145, 4147, 4148, 4150, 4151, 4153, 4155, 4157, 4158, 4160, 4161, 4180, 4185, 4186 |                                                                             |                                                                             | |